# Pourquoi les manchots n'ont-ils pas froid aux pieds ?
 (signalé en juillet 2025).
Si vous disposez d'ouvrages ou d'articles de référence ou si vous connaissez des sites web de qualité traitant du thème abordé ici, merci de compléter l'article en donnant les références utiles à sa vérifiabilité et en les liant à la section « Notes et références ».
- Archive Wikiwix
- Bing
- Cairn
- DuckDuckGo
- E. Universalis
- Gallica
- Google
- G. Books
- G. News
- G. Scholar
- Persée
- Qwant
- (zh) Baidu
- (ru) Yandex
- (wd) trouver des œuvres sur Wikidata

Pourquoi les manchots n'ont-ils pas froid aux pieds est une émission de télévision diffusée sur France 2, pendant l'été 2007 et présentée par Stéphane Bern. Le principe consiste à répondre à des questions du type : pourquoi dit-on que les vendredis 13 portent malheur ?

## Liste des chroniqueurs
Durant l'émission, Stéphane Bern est accompagné de six chroniqueurs parmi une liste de vingt personnes :
- Charlotte Bouteloup, animatrice
- François Pirette, humoriste
- Jérôme Commandeur, humoriste
- Didier Gustin, imitateur
- Sophie Coste, animatrice
- Joëlle Goron, scénariste
- Damien Thévenot, chroniqueur Télématin
- Philippe Candeloro, ancien patineur commentateur sportif
- Périco Légasse, journaliste chroniqueur Marianne
- François Reynaert, journaliste chroniqueur Le Nouvel Observateur
- Jessyca Falour, animatrice radio Le Mouv'
- Danièle Évenou, comédienne
- Amanda Lear, chanteuse animatrice
- Nelson Monfort, commentateur sportif
- Françoise Laborde journaliste
- Yann Queffélec, écrivain
- François de Closets, écrivain journaliste
- Serge Moati, journaliste réalisateur producteur
- Laurent Broomhead, animateur producteur
- François-Xavier Demaison, comédien humoriste

En plus de six chroniqueurs, Stéphane Bern est aussi accompagné de Frédérick Gersal, journaliste et chroniqueur historique. C'est lui qui donne les réponses aux questions, tout en développant le sujet.
Par la suite, les livres dont l'émission est tirée (parus aux Éditions du Seuil), ont été adaptés avec le même titre sous forme de spectacle jeune public par le metteur en scène Henri Dalem et la Compagnie de quat'sous.